# Битка на Оливету
Битка код Оливетоа представља сукоб који се одиграо 17. марта 1041. године у јужној Италији између Византијског царства и Нормана и њихових Ломбардских савезника у близини реке Оливенто, у Апулији, јужна Италија.

## Историја
Битка се одиграла поодлуци Ардуина Ломбарда, грчког Ломбарда који се борио за Византинце, тако што је одлучио да промени страну и формира коалицију са Норманима Раинулфом Дренготом и браћом Отвил (Вилјам Гвоздена рука, Дрого, Хемфриј) , и Ломбардима Атенулфом из Беневентоа и Аргирусом из Барија. Једном када би победили царске војске, они би за себе преузели освојене земље.
Византијски заповедник Италије, Михајло Докеин, кренуо је из Бараја са неколико стотина војника које је успео да сакупи, укључујући и неке Варијаге, трупе из тагме Опсикион као и неколикоцином Трачана. Успео је да победи прве побуњеничке трупе на које је наишао и гонио их је до Асколи Сатриана. Овде га је сурела војска од 300 Норманских витезова и 600 пешака под Раинулфом Дренготом, Ардуином и Вилиамом Челичном руком. Пре почетка борбе Докеиан је послао изасланика Ломбардско-Норманској војсци како би им дао могућност да се врате на територију Ломбарда или да ће у противном морати да се боре против бројчано надмоћније Византијске војске. Једном када је изасланик доставио услове, Хуг Тубеуф, нормански витез који је држао узде на изасланиковом коњу, убио је коња тако што га је ударио у потиљак. Након што је изасланик добио новог коња, вратио се Докеиану уз одговор Нормана који су одабрали борбу.
Побуњеници су коњицу поставили у центар, са пешадијом на крилима. Византинци су покренули неколико таласа напада против норманске коњице. Међутим, Нормани су им се одупрели и извршили контра-напада, и победили византијанце одлучним нападом коњице. Грчке трупе су разбежале, а многи од њих су се удавили у реци. Сам заповедник једва успео да побегне и спаси сопствену главу.
Битка код Оливента је била први од многобројних успха које су Нормани постигли у освајању јужне Италије. Након битке, освојили су места као сто су Асколи, Веноза и Гравина ин Пуља. Након ово следиле су друге победе Нормана над Византијанцима у биткама код Монтемађора и Монтепелоса.